# Lahakat Shiru
Lakahat Shiru (letterlijk: zing!-band) is een band speciaal samengesteld voor het Eurovisiesongfestival 1993. Het liedje heette Shiru, won het Kdam festival, maar eindigde internationaal in Millstreet (Ierland) roemloos op de voorlaatste plaats.

## Leden
- Sarah'le Sharon
- Rachel Haim
- Julia Proiter
- Benny Nadler
- Guy Brakha
- Varda Zamir

1973: Ilanit · 
1974: Poogy · 
1975: Shlomo Artzi · 
1976: Chocolad Menta Mastik · 
1977: Ilanit · 
1978: Izhar Cohen & The Alphabeta · 
1979: Gali Atari & Milk and Honey · 
1981: Hakol Over Habibi · 
1982: Avi Toledano · 
1983: Ofra Haza · 
1985: Izhar Cohen · 
1986: Moti Giladi & Sarai Tzuriel · 
1987: Lazy Bums · 
1988: Yardena Arazi · 
1989: Gili & Galit · 
1990: Rita · 
1991: Duo Datz · 
1992: Dafna Dekel · 
1993: The Shiru Group · 
1995: Liora · 
1998: Dana International · 
1999: Eden · 
2000: Ping Pong · 
2001: Tal Sondak · 
2002: Sarit Hadad · 
2003: Lior Narkis · 
2004: David D'Or · 
2005: Shiri Maimon · 
2006: Eddie Butler · 
2007: Teapacks · 
2008: Bo'az Ma'uda · 
2009: Noa & Mira Awad · 
2010: Harel Skaat · 
2011: Dana International · 
2012: Izabo · 
2013: Moran Mazor · 
2014: Mei Finegold · 
2015: Nadav Guedj · 
2016: Hovi Star · 
2017: Imri Ziv · 
2018: Netta Barzilai · 
2019: Kobi Marimi · 
2021: Eden Alene · 
2022: Michael Ben David · 
2023: Noa Kirel · 
2024: Eden Golan · 
2025: Yuval Raphael